# Adriana Ahumada
Adriana Ahumada (Hermosillo, Sonora, 29 de abril de 1995) es una actriz y cantante mexicana.

## Biografía
Adriana Ahumada nació el 29 de abril de 1995 en Hermosillo, Sonora.
Audicionó para la tercera edición del reality show Código F.A.M.A. quedando entre los 16 seleccionados, y resultando ganadora, convirtiéndose así en la primera niña en ganar dicho concurso. 
Posteriormente participó en la edición internacional de Código Fama, Código F.A.M.A. Internacional, representando a México e interpretando dos canciones inéditas, pero no ganó dicho concurso, porque representaba al país anfitrión, el cual no participaba.
En el 2006 inicia su carrera como actriz al ser parte del elenco de la telenovela La fea más bella, haciendo el papel de Adriana, hija de Lola del cuartel de las feas.
Para el 2009 participa en la telenovela Atrévete a soñar a lado de Danna Paola, interpretando el papel de Marisol, una chica darketa que sueña con ser estrella de rock.
En el 2010 participa en la obra de Sin senos no hay paraíso la cual está basada en el libro escrito por el colombiano Gustavo Bolívar.

## Trayectoria

### Telenovelas
- La doble vida de Estela Carrillo (2017) - María Quintanilla Jiménez
- Tres Veces Ana (2016) - Susy Cruz
- Qué bonito amor (2012-2013) - Cyndi
- Atrévete a soñar (2009-2010) - Marisol Vélez
- La fea más bella (2006-2007) - Adriana Rodríguez Guerrero
- Me declaro culpable (2017-2018) -          Mía
- La jefa del campeón (2018) -                    Liliana
- Renta congelada (2018)
- Piloto Monche La Serie (2018) -              Cleo

### Programas
- Risas, estrellitas y sonrisas (Hermosillo, Sonora)
- Código F.A.M.A. 3 (Ganadora)
- Código F.A.M.A. Internacional
- La rosa de Guadalupe (2010 - 2013)
- Con Voluntad (2010) - Aída
- La receta mágica (2010) - Laura
- Leona de corazón (2011) - Belén
- Tu Única Amiga (2011) - Zaide
- En Busca Del Amor (2012) - Erika
- Un Mundo De Ciegos (2013) - Alma
- Solo la verdad (2019) - Marisol
- Como dice el dicho
- Como el hierro a la herrumbre (2012) - Claudia
- No por miedo a fallar (2011) - Yadira
- Árbol que nace torcido
- El que se fue a la villa, perdió su silla
- La curiosidad mató al gato
- Nueva vida (Luis Dellano)
- Estrella (2006- 2008) - Estrella Chávez --- serie regular de Telefutura ---

### Discografía
- 2005: Código F.A.M.A. 3
- 2005: Código F.A.M.A. Internacional
- 2005: Canción para Mariana Levy (fallecimiento)
- 2005: Gingle Plaza sésamo
- 2006: Gingle Bailando por un sueño
- 2009: Atrévete A Soñar
- 2013: 1Ero